# ريال إسبانيا
ريال كلوب ديبورتيفو إسبانيا (بالإسبانية: Real Club Deportivo España, Real España)‏ ويُعرَف اختصاراً بإسبانيا وهو نادي كرة قدم هندوراسي ويلعب في الدوري الهندوراسي لكرة القدم الدرجة الأولى، تأسسس في سنة 1929 واحتل المرتبة السادسة في موسم 2012-2013 وقد فاز بالدوري 3 مرات وملعبة الرئيسي هو ملعب فرانسيسكو مورازان.